# 남송 영종
송 영종(宋 寧宗, 1168년 11월 19일(음력 10월 19일) ~ 1224년 9월 17일(음력 윤 8월 3일))은 남송의 제4대 황제(재위 : 1194년 ~ 1224년). 휘는 확(擴)이다. 절일은 서경절(瑞慶節)이다. 광종의 아들이다.

## 생애
1194년 정신 질환을 앓고 있었던 광종이 효종의 상을 치르지 않자 불만을 품은 재상 조여우, 한탁주 등이 광종을 퇴위시키고 조확을 영종으로 옹립했다. 당시 새 황제 후보로는 조확 외에 광종의 조카인 조병(趙抦)이 있었는데 태황태후 오씨는 영종을 추대하기로 결정하고 조병에게는 나중에 황제가 되라고 말했다. 한편 조카딸을 영종의 황후로 들여보낸 한탁주는 이 공적으로 권력의 자리에 가까이 다가가게 될 것이라 생각했지만, 한탁주의 인격을 좋아하지 않은 조여우 등은 한탁주를 멀리했다. 이에 원한을 품은 한탁주는 조여우 등을 몰아내기 위한 운동을 시작해 1195년(경원 원년) 조여우는 재상직에서 물러났고, 경원 3년에는 조여우 편에 섰던 주필대(周必大), 유정(留正), 왕난(王藺), 주자(朱子), 팽귀년(彭龜年) 등 59명이 금고(禁錮)에 처해졌다. 그 다음 해에는 주자의 성리학(性理學;당시 도학(道學)이라고 불렸다)도 거짓 학문이라고 탄압받았다(경원위학의 금(慶元僞學之禁). 이 일련의 사건을 경원의 당금(慶元之黨禁)이라 불렀다.
1207년 한탁주를 살해한 사미원이 권력을 장악하고 그 후 26년동안 재상의 지위를 차지했다. 그 시기 북쪽의 몽골고원에서는 몽골 제국이 급속도로 세력을 확대하였다.
제위에 대한 야심이 없었던 영종은 사촌동생 조병을 기왕(沂王)으로 책봉하고 대접하였지만 조병은 일찍 죽었다. 영종은 조병의 양자 귀화(貴和)의 이름을 조횡(趙竑)으로 고쳐 후계자로 삼았다. 그러나 조횡은 황후 양씨와 결탁하여 횡포를 부리는 사미원을 못마땅하게 여겼고, 사미원은 그를 배제하기 위하여 황제와 같은 성씨를 가진 아이 조여거(趙與莒)를 데려와 이름을 조귀성(趙貴誠)으로 고치고 그를 조병의 양자로 들였다. 사미원은 영종 앞에서 조횡의 흠을 들추어 그를 폐하고 조귀성을 태자로 삼아야 한다고 주장하였다.
1224년 영종의 병세가 위급해져 사람을 구분하지 못하게 되자 사미원은 영종이 조귀성의 이름을 조윤(趙昀)으로 고쳐 황태자로 세웠다는 가짜 성지를 내렸다. 조윤은 황제로 즉위하였고, 조횡은 사미원이 보낸 사람에 의해 협박당해 목을 매어 죽었다.

## 인물
영종은 성품이 온순했으며 학문이나 정치에는 관심이 없어 조회가 있을 때에도 내내 멍하니 있었다. 여색을 탐하지 않아 대신들을 흡족하게 했으나 말수가 적고 금나라의 사신을 접견할 때에는 말을 더듬어 사신을 접견할 때에는 말재주가 좋은 환관이 병풍 뒤에서 영종을 도와야 했다.

## 재상
| 순서 | 이름            | 재임기간        | 칭호                            | 자(字)      | 봉호            | 시호        |
| ---- | --------------- | --------------- | ------------------------------- | ----------- | --------------- | ----------- |
| 1    | 유정 (留正)     | 1194년          | 좌승상(左丞相)                  | 중지 (仲至) | 위국공 (魏國公) | 충선 (忠宣) |
| 2    | 조여우 (趙汝愚) | 1194년 ~ 1195년 | 우승상(右丞相)                  | 자직 (子直) | 주왕 (周王)     | 충정 (忠定) |
| 3    | 여단례 (余端禮) | 1195년 ~ 1196년 | 우승상(右丞相) ↓ 좌승상(左丞相) | 처공 (處恭) | 순국공 (郇國公) | 충숙 (忠肅) |
| 4    | 경당 (京鏜)     | 1196년 ~ 1200년 | 우승상(右丞相) ↓ 좌승상(左丞相) | 중원 (仲遠) | 기국공 (冀國公) | 장정 (莊定) |
| 5    | 사심보 (謝深甫) | 1200년 ~ 1203년 | 우승상(右丞相)                  | 자숙 (子肅) | 노왕 (魯王)     | 혜정 (惠正) |
| 6    | 진자강 (陳自强) | 1203년 ~ 1207년 | 우승상(右丞相)                  | 면지 (勉之) | -               | -           |
| 7    | 한탁주 (韓侂冑) | 1205년 ~ 1207년 | 평장군국사(平章軍國事)          | 절부 (節夫) | -               | -           |
| 8    | 전상조 (錢象祖) | 1207년 ~ 1208년 | 우승상(右丞相) ↓ 좌승상(左丞相) | 동백 (同伯) | -               | -           |
| 9    | 사미원 (史彌遠) | 1208년 ~ 1224년 | 우승상(右丞相)                  | 동숙 (同叔) | 위왕 (衛王)     | 충헌 (忠獻) |

## 존호, 시호, 묘호
사후 시호는 인문철무공효황제(仁文哲武恭孝皇帝)이며, 이종 때인 1227년에 시호를 가상하여 법천비도순덕무공인문철무성예공효황제(法天備道純德茂功仁文哲武聖睿恭孝皇帝)로 추시하였다. 묘호는 영종(寧宗)이고, 능은 영무릉(永茂陵)이다.

## 가족관계

### 조부모와 부모
- 조부 : 효종(孝宗) 성효황제(成孝皇帝) 조신(趙昚)
- 조모 : 성목황후(成穆皇后) 곽씨(郭氏)
- 부친 : 광종(光宗) 자효황제(慈孝皇帝) 조돈(趙惇)
- 모친 : 자의황후(慈懿皇后) 이봉낭(李鳳娘)

### 황후
| 봉호       | 시호                        | 이름(성씨) | 별칭  | 재위년도        | 생몰년도        | 국구(장인/장모)                                                         | 능묘            | 비고 |
| ---------- | --------------------------- | ---------- | ----- | --------------- | --------------- | ----------------------------------------------------------------------- | --------------- | ---- |
| 황후(皇后) | 공숙황후 (恭淑皇后)         | 한씨(韓氏) | [ 7 ] | 1194년 ~ 1200년 | 1168년 ~ 1200년 | 경원군절도사(慶遠軍節度使) 한동경(韓同卿) 안국부인(安國夫人) 장씨(莊氏) | 영무릉 (永茂陵) |      |
| 황후(皇后) | 공성인열황후 (恭聖仁烈皇后) | 양씨(楊氏) | [ 8 ] | 1200년 ~ 1224년 | 1162년 ~ 1232년 | 양점(楊漸) 부인(夫人) 장씨(張氏)                                        | 영무릉 (永茂陵) |      |

### 후궁
| 봉호       | 시호 | 이름(성씨) | 별칭                   | 생몰년도 | 비고 |
| ---------- | ---- | ---------- | ---------------------- | -------- | ---- |
| 첩여(婕妤) |      | 조씨(曹氏) |                        |          |      |
| 미인(美人) |      | 염씨(閻氏) | 고평군부인(高平郡夫人) |          |      |
| 부인(夫人) |      | 종씨(鐘氏) |                        |          |      |

### 황자
| -    | 봉호           | 시호       | 이름                      | 생몰년도        | 생모(생부)                                                      | 별칭   | 비고                  |
| ---- | -------------- | ---------- | ------------------------- | --------------- | --------------------------------------------------------------- | ------ | --------------------- |
| 1    |                |            | 미상(趙?)                 |                 |                                                                 |        | 요절함.               |
| 2    | 연왕(兗王)     | 충혜(冲惠) | 조준(趙埈)                | 1196년          | 공숙황후 한씨                                                   |        | 요절함.               |
| 3    | 빈왕(邠王)     | 충온(冲溫) | 조탄(趙坦)                | 1200년          | 공숙황후 한씨                                                   |        | 요절함.               |
| 4    | 영왕(郢王)     | 충영(冲英) | 조증(趙增)                | 1200년 ~ 1201년 | 공성인렬황후 양씨                                               |        | 요절함.               |
| 5    | 화왕(華王)     | 충목(沖穆) | 조경(趙坰)                | 1202년          | 공성인렬황후 양씨                                               |        | 요절함.               |
| 6    | 순왕(順王)     | 충회(冲懷) | 조기(趙圻)                | 1207년          | 부인 종씨                                                       |        | 요절함.               |
| 7    | 신왕(申王)     | 충의(冲懿) | 조척(趙墌)                | 1208년          | 부인 종씨                                                       |        | 요절함.               |
| 8    | 숙왕(肅王)     | 충정(冲靖) | 조게(趙垍)                | 1208년          |                                                                 |        | 요절함.               |
| 9    | 비왕(邳王)     | 충미(冲美) | 조지(趙坻)                | 1223년          |                                                                 |        | 요절함.               |
| 양자 | 황태자(皇太子) | 경헌(景獻) | 조여원(趙與願) 조순(趙詢) | 1192년 ~ 1220년 | 조희방(趙希傍)                                                  | [ 9 ]  | [ 10 ]                |
| 양자 | 진왕(鎭王)     | 소숙(昭肅) | 조횡(趙竑)                | ? ~ 1225년      | 조희구(趙希瞿)                                                  | [ 11 ] | [ 12 ]                |
| 양자 | 성국공(成國公) |            | 조여거(趙與莒) 조윤(趙昀) | 1205년 ~ 1264년 | 영문공왕 조희로 (榮文恭王 趙希瓐) 영왕부인 전씨 (榮王夫人 全氏) |        | 남송 제5대 황제 이종. |

### 황녀
| - | 봉호               | 시호 | 이름 | 생몰년도 | 생모      | 별칭 | 비고    |
| - | ------------------ | ---- | ---- | -------- | --------- | ---- | ------- |
| 1 | 기국공주(祁國公主) |      |      |          |           |      | 조졸함. |
| 2 | 옥병공주(玉屛公主) |      |      |          | 미인 조씨 |      |         |

## 기년
| 영종        | 원년            | 2년        | 3년        | 4년             | 5년        | 6년        | 7년             | 8년        | 9년        | 10년       |
| ----------- | --------------- | ---------- | ---------- | --------------- | ---------- | ---------- | --------------- | ---------- | ---------- | ---------- |
| 서력 (西曆) | 1195년          | 1196년     | 1197년     | 1198년          | 1199년     | 1200년     | 1201년          | 1202년     | 1203년     | 1204년     |
| 간지 (干支) | 을묘(乙卯)      | 병진(丙辰) | 정사(丁巳) | 무오(戊午)      | 기미(己未) | 경신(庚申) | 신유(辛酉)      | 임술(壬戌) | 계해(癸亥) | 갑자(甲子) |
| 연호 (年號) | 경원(慶元) 원년 | 2년        | 3년        | 4년             | 5년        | 6년        | 가태(嘉泰) 원년 | 2년        | 3년        | 4년        |
| 영종        | 11년            | 12년       | 13년       | 14년            | 15년       | 16년       | 17년            | 18년       | 19년       | 20년       |
| 서력 (西曆) | 1205년          | 1206년     | 1207년     | 1208년          | 1209년     | 1210년     | 1211년          | 1212년     | 1213년     | 1214년     |
| 간지 (干支) | 을축(乙丑)      | 병인(丙寅) | 정묘(丁卯) | 무진(戊辰)      | 기사(己巳) | 경오(庚午) | 신미(辛未)      | 임신(壬申) | 계유(癸酉) | 갑술(甲戌) |
| 연호 (年號) | 개희(開禧) 원년 | 2년        | 3년        | 가정(嘉定) 원년 | 2년        | 3년        | 4년             | 5년        | 6년        | 7년        |
| 영종        | 21년            | 22년       | 23년       | 24년            | 25년       | 26년       | 27년            | 28년       | 29년       | 30년       |
| 서력 (西曆) | 1215년          | 1216년     | 1217년     | 1218년          | 1219년     | 1220년     | 1221년          | 1222년     | 1223년     | 1224년     |
| 간지 (干支) | 을해(乙亥)      | 병자(丙子) | 정축(丁丑) | 무인(戊寅)      | 기묘(己卯) | 경진(庚辰) | 신사(辛巳)      | 임오(壬午) | 계미(癸未) | 갑신(甲申) |
| 연호 (年號) | 8년             | 9년        | 10년       | 11년            | 12년       | 13년       | 14년            | 15년       | 16년       | 17년       |

## 같이 보기
- 송나라의 황제
- 송나라의 경제